# リチャード・マーヴィン・ヘア
リチャード・マーヴィン・ヘア（Richard Mervyn Hare, 1919年3月21日 - 2002年1月29日）は、イギリスの哲学者。

## 経歴
1919年生まれ。ラグビー校を経て、オックスフォード大学ベリオール・カレッジを卒業した。第二次世界大戦ではインドで山岳砲兵部隊の士官として戦い、1942年から1945年まで日本軍の捕虜としてシンガポールやタイの収容所にいた。
1947年にオックスフォード大学に戻り、学生指導員、研究員として勤務することになる。1952年に倫理学の研究成果である『道徳の言語』を発表した。1966年からはオックスフォード大学のコルプス・クリスティ・カレッジの道徳哲学教授に就任した。学術研究だけでなく社会政策の立案にも携わっており、国道安全諮問委員会や医療問題調査会の委員として名を連ねていた。1983年にオックスフォード大学を離れ、1994年までフロリダ大学で哲学研究科の教授を務めた。
2002年に脳梗塞により死去した。

## 主要な業績
ヘアの研究業績は倫理学の研究と応用倫理学の研究がある。ここでは時系列に沿ってヘアの論文を示している。
- The Language of Morals. Oxford: Oxford University Press. 1952.
  - 『道徳の言語』小泉仰・大久保正健訳、勁草書房、1982年
- Freedom and Reason. Oxford: Oxford University Press. 1963. 
  - 『自由と理性』山内友三郎訳、理想社、1982年
  - 『自由と理性』村上弥生訳、ちくま学芸文庫、2024年
- Moral Thinking. Oxford: Clarendon. 1981.
  - 『道徳的に考えること　レベル・方法・要点』内井惣七、山内友三郎監訳、勁草書房、1994年
- Essays in Ethical Theory. Oxford: Clarendon Press. 1989.
- Essays on Bioethics. Oxford: Clarendon Press. 1996.
- Essays on Political Morality. Oxford: Clarendon Press. 1998.
- Essays on Religion and Education. Oxford: Clarendon Press and Oxford University Press. 1998.